# Stanisław Leśniewski (filozof)
Stanisław Leśniewski, poljski matematik, filozof in logik, * 30. marec 1886, Serpuhov, Moskovska gubernija, Ruski imperij (sedaj Rusija), † 13. maj 1939, Varšava, Poljska.

## Življenje in delo
Leśniewski se je rodil očetu Izidorju, inženirju, ki je delal na gradnji Transsibirske železnice, in materi Heleni (rojeni Palczewska). Srednjo šolo je obiskoval v Irkutsku. Kasneje je obiskoval predavanja Hansa Corneliusa na Univerzi Ludwiga Maximiliana v Münchnu in predavanja Wacława Franciszka Sierpińskega na Univerzi v Lvovu.
Leśniewski je pripadal prvi generaciji lvovskovaršavske šole logike, ki jo je ustanovil Kazimierz Twardowski. Skupaj z Alfredom Tarskim in Janom Łukasiewiczem je oblikoval trio, zaradi katerega je Univerza v Varšavi v medvojnem obdobju postala morda najpomembnejše raziskovalno središče na svetu za formalno logiko. Kljub temu je naraščajoči antisemitizem Leśniewskega pozneje povzročil poslabšanje odnosa s Tarskim.
Njegov glavni prispevek je bila konstrukcija treh ugnezdenih formalnih sistemov, ki jim je dal grška imena prototetika, ontologija in mereologija. (Namesto ontologije se včasih rabi izraz »imenski račun«, in ta se v metafiziki pogosto uporablja v zelo drugačnem pomenu.) Dobra učbeniška predstavitev teh sistemov je  Simons (1987), ki jih primerja in postavlja nasproti različicam mereologije, sedaj bolj priljubljene, in izhaja iz računa posameznikov Henryja Sigginsa Leonarda in Nelsona Goodmana. Simons razjasni nekaj, kar je zelo težko ugotoviti z branjem Leśniewskega in njegovih učencev, in sicer, da je poljska mereologija teorija prvega reda, enakovredna temu, kar se zdaj imenuje klasična ekstenzijska mereologija (modulo izbira jezika).
Čeprav je izdal precej del ( Leśniewski (1992), je njegovo zbrano delo v angleškem prevodu), nekaj v nemščini, vodilnem jeziku za matematiko njegovega časa, so njegova pisanja imela omejen vpliv zaradi njihovega enigmatičnega sloga in zelo idiosinkratičnega zapisa. Leśniewski je bil tudi radikalni nominalist: zavračal je aksiomatsko teorijo množic v času, ko je bila ta teorija v polnem razcvetu. V podporo svoji zavrnitvi je pokazal na Russllov paradoks in podobno ter zasnoval svoje tri formalne sisteme kot konkretno alternativo teoriji množic. Čeprav je bil Alfred Tarski njegov edini doktorski učenec, je Leśniewski s svojim poučevanjem na Univerzi v Varšavi močno vplival na celotno generacijo poljskih logikov in matematikov. Misel Leśniewskega je znana predvsem po zaslugi pisanj njegovih študentov (npr.  Srzednicki; Rickey (1984)).
Med poljsko-sovjetsko vojno (1919-1921) je Leśniewski služil za neodvisnost Poljske z razbijanjem sovjetskoruskih šifer za Šifrirni urad poljskega generalštaba.
Leśniewski je nenadoma umrl zaradi raka, malo pred nemško invazijo na Poljsko, ki je povzročila uničenje njegovega Nachlassa. Pokopali so ga na varšavskem Pokopališču Powązki.

## Izbrana bibliografija
- ——— (1916), Podstawy ogolnej teorii mnogosei, Moskva
- ——— (1929), »Über Funktionen, deren Felder Gruppen mit Rücksicht auf diese Funktionen sind«, Fundamenta Mathematicae, 13: 319–332
- ——— (1929), »Grundzüge eines neuen Systems der Grundlagen der Mathematik«, Fundamenta Mathematicae, 14: 1–81
- ——— (1929), »Über Funktionen, deren Felder Abelsche Gruppen in bezug auf diese Funktionen sind«, Fundamenta Mathematicae, 14: 242–251
- ——— (1988), Lecture Notes in Logic, Kluwer. Vsebina
- ——— (1992), Collected Works (2 vols.), Kluwer. Vsebina
- ——— (2015), Pisma zebrane (I-II), Varšava: Semper